# 突牙麗鮨
突牙麗鮨，為輻鰭魚綱鱸形目鱸亞目鮨科的其中一種，分布於澳洲新南威爾斯海域，棲息深度約236公尺，體長可達25.7公分，棲息在大陸棚，為底棲性魚類，屬肉食性，生活習性不明。

## 擴展閱讀
維基物種上的相關：突牙麗鮨